# 2007 VK184
2007 VK184 ist ein erdnaher Asteroid und wurde von der NASA bis zum 28. März 2014 als einziges Objekt mit einem Wert von 1 auf der Turiner Skala klassifiziert. Somit galt er bis dahin als das gefährlichste bekannte Erdnahe Objekt, das im Juni 2048 mit einer Wahrscheinlichkeit von 0,034 % (1:2940) auf die Erde einschlagen sollte.
Am 2. April 2014 gab die NASA jedoch bekannt, dass 2007 VK184 aufgrund neuer Beobachtungen die Erde im Juni 2048 mit einem Mindestabstand von 1,9 Millionen Kilometern passieren wird. Ein Einschlag wird somit ausgeschlossen. Auch in absehbarer Zukunft gehe keine Gefahr von dem Asteroiden aus.
Da ein Einschlag von 2007 VK184 bis zum 28. März 2014 als möglich galt, wurde berechnet, was ein Einschlag für Folgen hätte. Die Einschlagsimulation nach Marcus, Melosh, Collins ergibt folgende Ergebnisse:
- Das allgemeine Risiko („Hintergrundrisiko“) für einen solchen Einschlag beträgt rund ein Ereignis alle 53000 Jahre.
- Bei einem etwaigen Einschlag würde eine Energie von rund 60 Megatonnen TNT freigesetzt; die restliche Energie verliert der Asteroid beim Atmosphäreneintritt. Dies entspricht dem 1,25fachen der stärksten jemals gezündeten Nuklearwaffe (sowjetische Zar-Bombe), dem 2,5fachen der stärksten jemals in Serie hergestellten Nuklearwaffe (US-Modell Mark 41) oder rund 3000 Hiroshima-Bomben.
- Bei einem Treffer auf sedimentäres Gestein würde sich ein Krater von rund 2,3 km Durchmesser bilden.
- Ein Feuerball mit Gefährdung der weiteren Umgebung durch thermische Strahlung würde nicht entstehen.
- In einer Entfernung von 100 km vom Einschlag würden die Trümmer primär als Gesteinsstaub niedergehen, mit Einschlägen von Fragmenten von durchschnittlich 1,4 cm Durchmesser müsste in dieser Entfernung allerdings ebenfalls gerechnet werden.
- Die seismische Energie würde ungefähr einem Erdbeben der Stärke 5,8 auf der Richter-Skala entsprechen.